# アベタカヒロ
アベ タカヒロは、日本の作曲家、編曲家。本名は阿部尚広。

## 略歴
神奈川県横須賀市出身。16歳でピアノと作曲を本格的に始める。東京芸術大学音楽学部作曲科を卒業。作曲を尾高惇忠、加羽沢美濃に、ピアノを加羽沢竹美、青柳晋に師事。

## 作品
作曲
- 『混声（女声）合唱のための 最愛』
  - 今日、明日、また明日（詩: 本田武久）
  - 最愛（詩：本田武久）
  - あなたへ（詩：アベタカヒロ）
- 『友達の友達』（混声二部合唱／詩：御徒町凧）
- 『晴れた日に』（同声三部合唱／詩：高丸もと子）
- 『すてきな友よ』（同声三部合唱／詩：くらたここのみ）
- 『どこかじゃなくて』（混声三部合唱／詩：桑原永江）
- 『さよならの手をふる前に』（同声二部合唱／詩：桑原永江）

編曲
- 『無伴奏混声合唱のための On the Sunny Side of the Street』（混声四部合唱／詩：D. フィールズ 曲：ジミー・マクヒュー）
  - On the Sunny Side of the Street
- 『さくら（二〇二〇合唱）』（混声四部合唱／曲：森山直太朗）

## 受賞
- 2007年（平成19年）群馬県富岡市主催の第20回かぶらの里童謡祭作品公募で最優秀賞を受賞[4]。（曲名：まんまるまゆさん、作詞：花崎ますよ）[5]